# Olivier Benyahya
Olivier Benyahya est un écrivain français.

## Biographie
Son  premier texte Zimmer est d'abord interprété au théâtre par Maurice Garrel en 2009 .

## Œuvres
- Zimmer, Paris, Allia Éditions, 2010, 70 p.  (ISBN 978-2-84485-354-7)[2]
- Dexies & Dolly, Paris, Allia Éditions, 2012, 107 p.  (ISBN 978-2-84485-435-3)[3]
- Si le froid est rude, France, Actes Sud, 2014, 96 p.  (ISBN 978-2-330-03189-3)
- Lazar, Paris, L'Éditeur Singulier, 2016, 102 p.  (ISBN 978-2-9533467-8-7)[4]
- Frontières, France, Fayard, 2019, 205 p.  (ISBN 978-2-213-71202-4)